# Betânia (Pernambuco)
Betânia este un oraș în Pernambuco (PE), Brazilia.